# Chinchilla (Australia)
Chinchilla es un pueblo rural y una localidad de la región de Western Downs, en el estado de Queensland, Australia. En el censo de 2016, la localidad de Chinchilla tenía una población de 6612 habitantes.
Chinchilla es conocida como la «capital del melón de Australia», y acoge un festival del melón cada dos años en febrero; el próximo se celebrará en 2023.

## Historia
La ciudad se fundó en 1877. A medida que el ferrocarril avanzaba hacia el oeste a través de Darling Downs desde Toowoomba y Dalby, se estableció un campamento de construcción temporal a orillas de Charley's Creek que se convirtió en una ciudad. El nombre de la ciudad es una corrupción de la palabra aborigen «tintinchilla» o «jinchilla», que indica pino ciprés, posiblemente registrada por el explorador y naturalista Ludwig Leichhardt.
En 1911, el Departamento de Ferrocarriles de Queensland construyó un tranvía de Chinchilla a Wongongera (actual Barakula) para transportar traviesas de ferrocarril fabricadas con troncos extraídos del bosque estatal de Barakula y aserrados en el aserradero de Barakula. El trazado del tranvía de Barakula se basaba en un plan anterior para construir una línea de ferrocarril de Chinchilla a Taroom que posteriormente se abandonó en favor de una línea de ferrocarril de Miles a Taroom. El tranvía funcionó hasta 1970.
En 2018, Chinchilla ganó un concurso nacional organizado por Wotif para crear la Next Big Thing como nueva atracción turística. El Gran Melón, de 8 metros de largo, se instaló junto al centro de información de la ciudad en noviembre de 2018.

## Economía
La agricultura es el principal pilar de la comunidad, con la producción de carne de vacuno y porcino, el cultivo de lana y la horticultura como sustento tradicional de la economía local. Sin embargo, con el reciente auge de los recursos, la central eléctrica de Kogan Creek (y otros proyectos de carbón y gas) han empezado a inyectar dinero en la ciudad y Chinchilla está experimentando un crecimiento y desarrollo masivos. Los precios de la vivienda en Chinchilla se han disparado por la necesidad de alojar a los nuevos trabajadores.
El Western Downs Green Power Hub comenzó a construirse en la región de Chinchilla en julio de 2020. El proyecto está situado a unos 20 km al sureste de Chinchilla, en la región de Western Downs, muy cerca de una línea de transmisión y a menos de 6 km de la subestación Western Downs de Queensland Powerlink. Una vez en funcionamiento, se espera que sea uno de los mayores parques solares de Australia.